# Ernst Carl Ludwig von Prittwitz und Gaffron
Ernst Carl Ludwig von Prittwitz und Gaffron (geb. 21. August 1743 in Kreisewitz; gest. 7. November 1831 in Brieg) war ein preußischer Leutnant, Rittmeister und Landrat.

## Leben

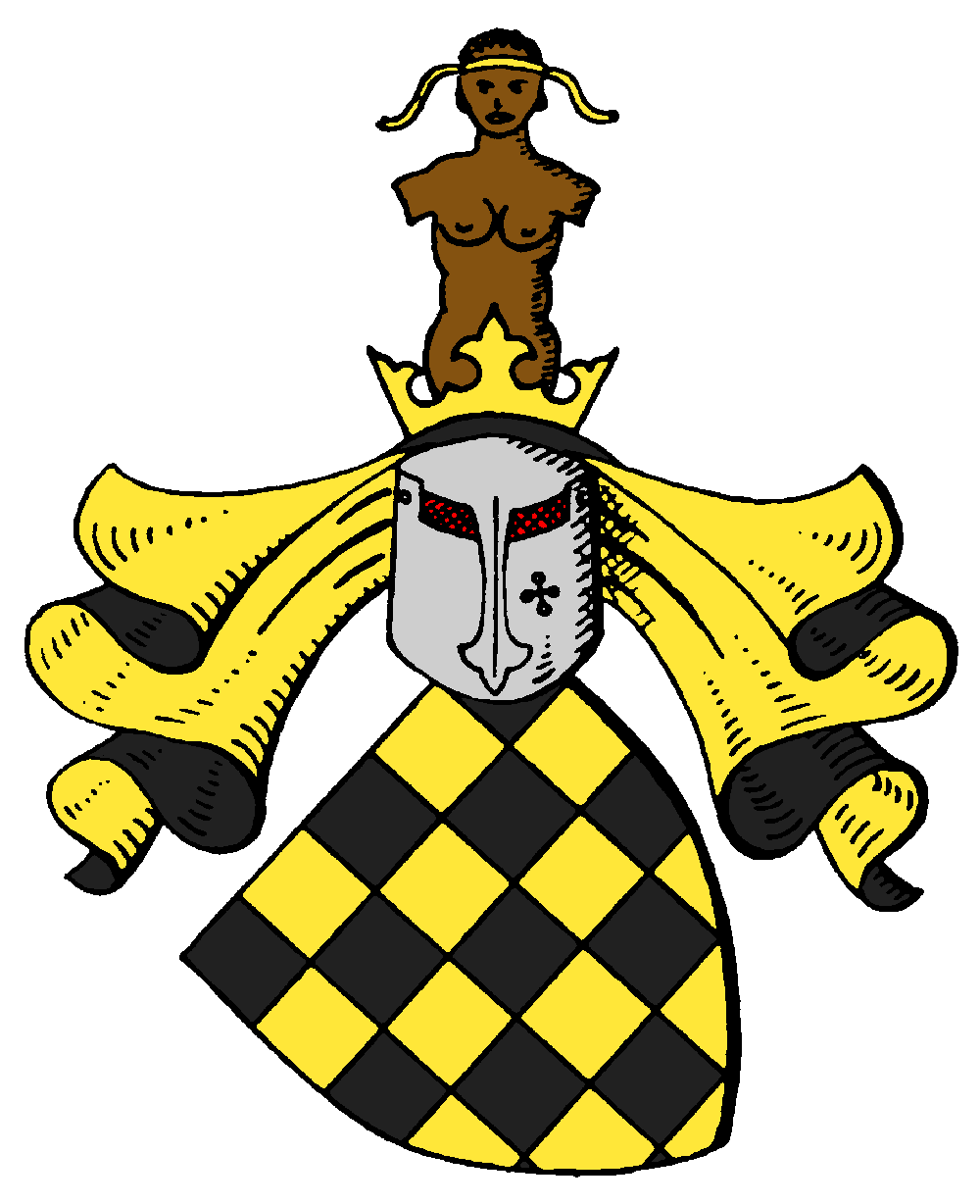
Stammwappen derer von Prittwitz

Ernst Carl Ludwig von Prittwitz und Gaffron war Angehöriger des schlesischen Adelsgeschlechts Prittwitz und Gaffron. Er war ein Sohn des Ernst Ludwig von Prittwitz und Gaffron (1716–1784), seit 1742 Erbherr auf dem Gut Kreisewitz, seit 1753 Marschkommissar, sowie Landesältester im Landkreis Brieg. Seine Mutter war Christiane Louise (1718–1757), geb. von Pein und Wechmar. Ernst Carl Ludwig begann seine Karriere zunächst in der Preußischen Armee, wo er im Kürassierregiment K 4 von Schmettau am Siebenjährigen Krieg teilnahm. 1766 avancierte er nachfolgend erst zum Leutnant, 1781 zum Stabsrittmeister und 1787 letztlich zum wirklichen Rittmeister und Compagnie-Chef. Nach seinem Abschied vom Militär erhielt er eine Pension in Höhe von 150 Talern. Nachdem er 1789 das Gut Kreisewitz übernommen hatte, amtierte er seither bis 1801 als Marschkommissar. Von 1796 bis 1827 fungierte er ferner als Landesältester im Landkreis Brieg. Mittels Ordre vom 7. November 1801 wurde er zum Nachfolger von Carl Friedrich Wilhelm von Korckwitz als Landrat des Landkreises Brieg bestätigt. Das Amt als Landrat übte er bis zum Jahr 1819 aus. Im gleichen Jahr veräußerte er sein Gut Kreisewitz und erwarb stattdessen ein Haus in Brieg.

## Persönliches
Ernst Carl Ludwig von Prittwitz und Gaffron war zwei Mal verheiratet. In erster Ehe war er seit 1784 mit Johanna Helene Elisabeth (1759–1787), einer geborenen von Studnitz aus dem Hause Schmitzdorf. Die Tochter aus dieser Ehe war Johanna Charlotte Louise von Prittwitz und Gaffron (1787–1835). In zweiter Ehe vermählte er sich im Juli 1790 mit Johanna Sophie (1761–1832), geb. von Prittwitz aus dem Hause Karisch. Ihre Kinder waren:
1. Louise Charlotte Ernestine (1791–1872)
2. Wilhelmine Charlotte (1792–1878)
3. Ernestine Ferdinande Charlotte (1794–1872)
4. Moritz Karl Ernst (1795–1885), preußischer General der Infanterie
5. Bernhard Karl Heinrich (1796–1881), preußischer Generalmajor
6. Emilie Ferdinande Charlotte (* 1797)
7. Wilhelm Karl Reinhard (1799–1861)
8. Hermann Karl Rudolf (1802–1869)
9. Robert Carl August (1806–1889)